# متلازمة الإبهام المقرب
متلازمة الإبهام المقرب المتنحية أو متلازمة كريستيان هو مرض نادر يؤثر على أنظمة متعددة مما تسبب في تشوهات الحنك، والإبهام، والأطراف العلوية. اسم المتلازمة مستمد من جو كريستيان، أول شخص وصف الحالة. ويعتقد أنها حاله وراثيه، والناجمة عن طفرة في الجين CHST14 (الكربوهيدرات سولفوترانزفيراس 14). 

## العلامات والأعراض
وتتميز هذه المتلازمة بمظهر الوجه النموذجي، والبناء الطفيف، والجلد الرقيق والشفاف، والأقواس المقربة بشدة، حنف القدم، وعدم الاستقرار، وتشقق الوجه واضطرابات النزيف، وكذلك القلب والكلى أو عيوب الأمعاء. وقد يكون التأخر النفسي الحركي والتنامي الحاد وانخفاض درجة العضلات حاضرا أيضا خلال مرحلة الطفولة. التطور المعرفي خلال مرحلة الطفولة أمر طبيعي. 

## التشخيص
ترتبط المتلازمة مع صغر الرأس، اعوجاج المفاصل والحنك المشقوق ومختلف أشكال القحفي والجهاز التنفسي والعصبي والأطراف، بما في ذلك العظام والعيوب المشتركة في الأطراف العلوية، الإبهام المقربة، وحنف القدم. والاعتلال العضلي بالتعاون مع فرط الشعر. ويعتبر المرضى الذين يعانون من هذا المرض معوقين فكريا. معظمهم يموت في مرحلة الطفولة. المرضى غالبا ما يعانون من صعوبات في الجهاز التنفسي مثل الالتهاب الرئوي، ومن النوبات بسبب خلل في المادة البيضاء في الدماغ. وقد افترض أن رد الفعل مورو (منعكس المفاجئة عند الرضع) قد يكون أداة في الكشف عن الإبهام الخلقي في مرحلة مبكرة من الطفولة المبكرة. الإبهام عادة تمتد نتيجة لهذا المنعكس. 

## روابط خارجية
- Whonamedit.com entry on Christian syndrome